# Campeonato da Europa de Corta-Mato de 1996
O 3º Campeonato da Europa de Corta-Mato de 1996 foi realizado em Charleroi, na Bélgica, em 15 de dezembro de 1996. Jon Brown do Reino Unido levou o título na competição masculina e Sara Wedlund da Suécia venceu a corrida feminina. 

## Resultados
Esses foram os resultados da prova. 

### Masculino individual 9.65 km
| Posição           | Atleta            | Tempo |
| ----------------- | ----------------- | ----- |
| Medalha de ouro   | Jon Brown         | 32:37 |
| Medalha de prata  | Paulo Guerra      | 33:12 |
| Medalha de bronze | Mustapha Essaïd   | 33:19 |
| 4.                | Carsten Jørgensen | 33:20 |
| 5.                | Eduardo Henriques | 33:28 |
| 6.                | Umberto Pusterla  | 33:36 |
| 7.                | Vincent Rousseau  | 33:42 |
| 8.                | Yann Millon       | 33:42 |
| 9.                | Vítor Almeida     | 33:43 |
| 10.               | Andrea Arlati     | 33:44 |
| 11.               | José Regalo       | 33:54 |
| 12.               | Alejandro Gómez   | 27:17 |

100  atletas participaram da corrida.

### Masculino por equipes
| Posição           | Equipe                                                                           | Pontos         |
| ----------------- | -------------------------------------------------------------------------------- | -------------- |
| Medalha de ouro   | Portugal · Paulo Guerra · Eduardo Henriques · Vítor Almeida · José Regalo        | 27 2 5 9 11    |
| Medalha de prata  | França · Mustapha Essaïd · Yann Millon · Cédric Dehouck · Mohamed Ezzher         | 47 3 8 17 19   |
| Medalha de bronze | Bélgica · Vincent Rousseau · Marc Vanderstraeten · Koen Van Rie · Eric Bouffioux | 59 7 14 15 23  |
| 4.                | Itália · Umberto Pusterla · Andrea Arlati · Michele Gamba · Gabriele de Nard     | 62 6 10 22 24  |
| 5.                | Reino Unido · Jonathan Brown · Andrew Pearson · Spencer Barden · Darrius Burrows | 76 1 16 27 32  |
| 6.                | Espanha · Alejandro Gomez · Carlos Adan · Antonio Serrano · José Manuel Martinez | 86 12 18 21 35 |
| 7.                | Rússia                                                                           | 124            |
| 8.                | Irlanda                                                                          | 138            |

24 equipes participaram da prova.

### Feminino individual 4.55 km
| Posição           | Atleta            | Tempo |
| ----------------- | ----------------- | ----- |
| Medalha de ouro   | Sara Wedlund      | 17:04 |
| Medalha de prata  | Julia Vaquero     | 17:14 |
| Medalha de bronze | Annemari Sandell  | 17:19 |
| 4.                | Elene Fidatov     | 17:24 |
| 5.                | Albertina Dias    | 17:29 |
| 6.                | Claudia Lokar     | 17:35 |
| 7.                | Yanna Oubouhou    | 17:36 |
| 8.                | Hayley Haining    | 17:37 |
| 9.                | Laurence Vivier   | 17:39 |
| 10.               | Anja Smolders     | 17:41 |
| 11.               | Chryssie Girard   | 17:42 |
| 12.               | Laurence Duquenoy | 17:46 |

Iulia Negura da Romênia terminou em primeiro (16:58), mas foi desclassificado por causa de violação de doping. 

### Feminino por equipes
| Posição           | Equipe                                                         | Pontos      |
| ----------------- | -------------------------------------------------------------- | ----------- |
| Medalha de ouro   | França · Yanna Oubouhou · Laurence Viver · Chryssie Girard     | 27 7 9 11   |
| Medalha de prata  | Reino Unido · Hayley Haining · Andrea Whitcombe · Suzanne Rigg | 39 8 14 17  |
| Medalha de bronze | Bélgica · Anja Smolders · Veronique Collard · Lieve Slegers    | 43 10 15 18 |
| 4.                | Suécia · Sara Wedlund · Magdalena Thorsell · Maria Lundgren    | 45 1 16 28  |
| 5.                | Alemanha · Claudia Lokar · Petra Wassiluk · Sonja Krolik       | 64 6 23 35  |
| 6.                | Roménia · Elena Fidatov · Nuta Olaru · Luminita Gogirlea       | 66 4 26 36  |
| 7.                | Irlanda                                                        | 71          |
| 8.                | Espanha                                                        | 71          |

19 equipes participaram da prova.